# Пырков стан
Пырков стан — историческая административно-территориальная единица Владимирского уезда Замосковного края Московского царства. 
По реке Цне, притоку Оки, пограничный с Коломенским и Московским уездами, в пределах позже созданного на этой территории Егорьевского уезда. Происхождение названия неясно. В переписной 1646 года слит с волостью Шатурской и станом Сеньгом.
В 1705 году в стане отмечался погост церкви Рождества Богородицы на Суходоле. Погост располагался в двух верстах от сельца Фролкова.